# Chinghirlaou
Chinghirlaou  (en kazakh : Шыңғырлау) est une rivière du Kazakhstan, qui coule sur le territoire de l'oblys du Kazakhstan-Occidental. C'est un affluent gauche de l'Oural. La rivière prend source au mont Chibindi (279m) au sud des montagnes d'Oural et se jette à l'Oural au niveau du bourg Börili. 

## Géographie
Chinghirlaou a plus de 30 affluents dont les plus importants sont: Qayindisay, Ulisay, Aqbulaq, Qaraoba